# Ервин фон Вицлебен
Йов-Вилхелм Георг „Ервин“ фон Вицлебен (на немски: Erwin von Witzleben) е немски офицер (от 1940 г. фелдмаршал), командир на армия през Втората световна война, противник на нацисткия режим и е екзекутиран след заговора от 20 юли.

## Биография

### Младост и постъпване в армията
Ервин фон Вицлебен е роден на 4 декември 1881 г. в Бреслау, област Долна Силезия, Полша, в тюрингско семейство на офицери. Завършва пруската кадетска програма и на 22 юни 1901 г. постъпва в 7-и лейбгвардейски полк (крал Вилхелм I) като лейтенант. През 1910 г. е повишен до младши лейтенант.
Жени са за Елза Клеберг (родена в Кемниц, Саксония). Имат син и дъщеря.

### Първа световна война (1914 – 1918)
В началото на Първата световна война фон Вицлебен служи като бригаден адютант в 19-а пехотна бригада от резерва, преди да бъде повишен до капитан и поема рота от 6-и пехотен полк от резерва на октомври 1914 г. По-късно в рамките на същия полк става командир на батальон. Частта под командването на фон Вицлебен участва в битката при Вердюн, Шампан, Фландрия и други. Бива тежко ранен и е награден с Железен кръст II и I степен. След това преминава подготовка в генералния щаб и приключва войната като първи щабен офицер от 121-ва дивизия.

### Междувоенен период
В Райхсвера фон Вицлебен служи като командир на рота. През 1923 г. е назначен като майор към щаба на 4-та дивизия, разположена в Дрезден. През 1928 г. става командир на батальон в 6-и пехотен полк и запазва поста си на полковник-лейтенант през следващата година. Повишен е до полковник през 1931 г. и поема командването на 8-и пехотен полк, разположен във Франкфурт на Одер. В началото на 1933 г. заема поста пехотен лидер VI в Хановер.
На 1 февруари 1934 г. като част от Вермахта фон Вицлебен е повишен до генерал-майор и е прехвърлен в Потсдам като командир на 3-та пехотна дивизия. Наследява генерал Вернер фон Фрич като командир на 3-ти военен окръг (на немски: Wehrkreis) – Берлин. Докато заема този пост е повишен до генерал-лейтенант и през септември 1935 г. става командир на 3-ти армейски корпус в Берлин. През 1936 г. е повишен до генерал от пехотата.
В началото на 1934 г. фон Вицлебен заема позиция срещу нацисткия режим, когато той, Ерих фон Манщайн, Вилхелм фон Лееб и Герд фон Рундщет настояват за разследване на смъртта на Курт фон Шлайхер и Фердинанд фон Бредов по време на „нощта на дългите ножове“. Като резултат от това и критиката срещу Адолф Хитлер по повод преследването на Вернер фон Фрич, фон Вицлебен е принуден да се пенсионира рано. Това не продължава дълго, тъй като Хитлер го извиква отново на служба след началото на войната.
До 1938 г. фон Вицлебен принадлежи към група заговорници заедно с генерал-полковник Лудвиг Бек, генерал Ерих Хьопнер, Карл-Хайнрих фон Щюлпнагел и Вилхелм Канарис. Те планират военен преврат срещу Хитлер, който изглежда изпълним по време на Судетската криза от 1938 г. Частите, командвани от фон Вицлебен, намиращи се в берлинския защитен район, трябва да изиграят решаваща роля в плана. Успехът на Хитлер при Мюнхенското споразумение обърква плановете и те никога не са пуснати в изпълнение.
Фон Вицлебен е участник и в заговора на генерал-полковник Курт фон Хамерщайн-Екворд от 1939 г., чиято цел е да плени Хитлер. Задачата на фон Вицлебен е да окупира щаба на партията, но и този план пропада.
През ноември 1938 г. фон Вицлебен е назначен за командир на 2-ра група армии, разположена във Франкфурт на Одер.

### Втора световна война (1939 – 1945)
През септември 1939 г. фон Вицлебен, вече генерал-полковник, поема командването на 1-ва армия, разположена на запад. По време на нападението над Франция на 10 май 1940 г. войските под негово командване принадлежат към група армии „Б“. На 14 юни пробиват линия „Мажино“ и в рамките на три дни принуждават няколко френски дивизии да се предадат. За участието си в тези действия фон Вицлебен е награден с орден Рицарски кръст, а на 19 юли 1940 г. и повишен до фелдмаршал. През 1941 г. той е назначен за главнокомандващ на Западния регион. Година по-късно се оттегля по здравословни причини. Някои източници твърдят, че е бил принуден да се пенсионира поради критикуване на режима след операция „Барбароса“.
През 1944 г. заговорът около Клаус фон Щауфенберг вижда в Ервин фон Вицлебен ключова фигура на техния план. Генерал-полковник Бек е предвиден за временен държавен глава, генерал-полковник Хьопнер за командир на резервната армия (на немски: Reservearmee), а фелдмаршал фон Вицлебен трябва да поеме командването на Вермахта. Фон Вицлебен е арестуван на 20 юли 1944 г., след опита на фон Щауфенберг да убие Хитлер във Вълчето леговище, Източна Прусия – преди да пристигне в щаба на Главното командване на сухопътните сили в Берлин, за да поеме командването на войските. Изхвърлен е от Вермахта по време на „Съд на честта“ (на немски: Ehrenhof der Wehrmacht), както и други офицери, за да бъдат съдени от „Народен съд“ (на немски: Volksgerichtshof), а не от военен.

#### Съд и екзекуция
На 7 август 1944 г. Фон Вицлебен е сред първата група обвинени конспиратори, изправени през нацисткия съд. Съдията Роланд Фрайслер го осъжда същия ден на смърт, за участието му в заговора. След заключителните думи фон Вицлебен се обръща към Фрайслер с думите:
| „                  | Можете да ни предадете на палача. След три месеца отвратените и изтормозени хора ще ви потърсят сметка и ще ви влачат жив през мръсотията на улиците! | “ |
| Ервин фон Вицлебен | |   |

Фон Вицлебен е екзекутиран същия ден в затвора в Берлин. Той е обесен, а екзекуцията е заснета, за да може Хитлер да я изгледа.